# Błażej Wójcik
Błażej Wójcik (ur. 30 października 1971 roku w Chrzanowie) – polski aktor teatralny, filmowy i dubbingowy. W 1994 roku ukończył studia na PWST w Krakowie. Od roku 2007 związany z Teatrem Współczesnym w Warszawie.
Dawniej występował w teatrach krakowskich: Teatrze „Bagatela” (1993), Starym im. Heleny Modrzejewskiej (1993), Teatrze Słowackiego (1994–2007), Mniejszym (1996-99), KTO (1997-98, 2005-2006), Stowarzyszenia Teatralnego „Łaźnia” (1999-2001), STU (2000-2001) i Ludowym (2000-2001, 2007).

## Filmografia
- 2014: Lekarze - Janusz Krysicki (odc. 45)
- 2013: Czas honoru - kontakt Wandy w Warszawie (odc. 69)
- 2012: Paradoks - doktor Kamil Nowicki (odc. 8)
- 2009: Rewers - poeta Marcel Wodzicki
- 2009: Barwy szczęścia - Jakub Walicki (odc. 235, 239, 246, 251, 252, 264, 272, 291, 292, 297, 309)
- 2008: Wichry Kołymy - sędzia
- 2008: Nie kłam kochanie - gość
- 2008: Doręczyciel - fotograf (odc. 6)
- 2007: Kryminalni - Tomasz Majda (odc. 71)
- 2002: Samo życie - Paweł Żurek
- 2000: Duże zwierzę - urzędnik banku

## Polski dubbing
- 2007: Ratatuj – dziennikarz #2
- 2007: Wiedźmin –
  - Berengar,
  - Młody obywatel,
  - Młody bogacz
- 2008: Mass Effect – Garrus Vakarian
- 2010: Mass Effect 2 – Garrus Vakarian alias Archanioł
- 2010-2013: Victoria znaczy zwycięstwo – ojciec
- 2011: The Elder Scrolls V: Skyrim - Argonianie